# Hikmet Köksal
Hikmet Köksal (* 1932 in Yusufeli, Provinz Artvin; † 25. Februar 2020 in Istanbul) war ein türkischer General, der unter anderem zwischen 1992 und 1994 Oberbefehlshaber der Ägäis-Armee, von 1994 bis 1996 Oberbefehlshaber der 1. Armee sowie zwischen 1996 und 1997 Oberkommandierender der Landstreitkräfte (Türk Kara Kuvvetleri) war.

## Leben
Köksal absolvierte nach dem Schulbesuch die Kadettenanstalt (Işıklar Askeri Lisesi) in Bursa, die er 1953 abschloss. Nach Abschluss der Heeresschule (Kara Harp Okulu) wurde er 1955 zum Unterleutnant (Asteğmen) der Artillerie befördert und absolvierte zudem 1957 die Artillerieschule (Topçu Okulu). Im Anschluss fand er Verwendung als Zugführer und Batteriechef von Artillerieeinheiten. Nach Abschluss der Heeresakademie (Kara Harp Akademisi) 1969 war er als Offizier und Stabsoffizier in zahlreichen weiteren Verwendungen tätig.
Nach seiner Beförderung zum Brigadegeneral (Tuğgeneral) 1980 wurde Köksal Kommandeur der Heeresakademie und anschließend als Nachfolger von Brigadegeneral Kemal Yavuz am 24. August 1982 Oberkommandierender der Streitkräfte der Türkischen Republik Nordzypern (KKTC Güvenlik Kuvvetleri Komutanlığı). Auf diesem Posten verblieb er bis zu seiner Ablösung durch Brigadegeneral Yusuf Selçuk Saka am 22. August 1984. 1984 wurde er zum Generalmajor (Tümgeneral) befördert und fungierte zunächst als stellvertretender Leiter der Inspektions- und Beurteilungsabteilung im Hauptquartier der Landstreitkräfte sowie danach als Kommandant der Heeresschule.
1988 wurde Köksal zum Generalleutnant (Korgeneral) befördert und übernahm anfangs den Posten als Leiter der Abteilung für Militärgeschichte  und Strategische Studien im Generalstab der Türkei sowie anschließend als Kommandierender General des Sicherheitskorps der Gendarmerie (Jandarma Asayiş Kolordu Komutanlığı) in Hacıbekir Kışlası, ehe er zuletzt Kommandierender General des 3. Korps (3. Kolordu) in Şişli war, zu dem die 52. Taktische Panzerdivision (52. Zırhlı Taktik Tümeni) in Hadımköy, die 2. Panzerbrigade (2. Zırhlı Tugayı) in Kartal sowie die jeweils in Istanbul stationierte 66. Mechanisierte Infanteriebrigade (66. Mekanize Piyade Tugayı) und die 23. Motorisierte Infanteriedivision (23. Motorlu Piyade Tümeni) gehören.
Nach seiner Beförderung zum General (Orgeneral) wurde Köksal am 26. August 1992 Nachfolger von General Doğan Bayazıt als Oberbefehlshaber der Ägäis-Armee (Ege Ordusu) in Izmir. Auf dieser Position verblieb er bis zu seiner Ablösung durch General Necati İkizoğlu am 22. August 1994. Er selbst löste daraufhin am 22. August 1994 General Mehmet Hikmet Bayar als Oberbefehlshaber der in der Selimiye-Kaserne im Istanbuler Stadtteil Üsküdar stationierten 1. Armee (Birinci Ordu) ab, die aus dem 1. Korps in Gelibolu, dem 3. Korps in Şişli und dem 5. Korps in Çorlu besteht. Sein dortiger Nachfolger wurde am 26. August 1996 General Hüseyin Kıvrıkoğlu.
Zuletzt wurde Köksal am 26. August 1996 Nachfolger von General Mehmet Hikmet Bayar als Oberkommandierender der Landstreitkräfte (Kara Kuvvetleri Komutanlığı). Diese Funktion bekleidete er bis zu seinem altersbedingten Ausscheiden aus dem aktiven militärischen Dienst am 1. September 1997. Nachfolger als Oberkommandierender der Landstreitkräfte wurde im Anschluss General Hüseyin Kıvrıkoğlu.
Hikmet Köksal war verheiratet und Vater eines Kindes.